# As-Sàlih Ayyub
Al-Malik as-Sàlih Najm-ad-Din Ayyub Abu-l-Futtuh ibn al-Kàmil Muhàmmad —àrab: الملك الصالح نجم الدين أيوب أبو الفتوح بن الكامل محمد, al-Malik aṣ-Ṣāliḥ Najm ad-Dīn Ayyūb Abū l-Futtuḥ b. al-Kāmil Muḥammad— (el Caire, 1206/1207 - novembre de 1249) fou sultà aiúbida d'Egipte (1240 -1249) i Damasc (1239 i 1245-1249).
Era el fill gran d'al-Màlik al-Kàmil ibn al-Àdil i el presumpte successor i l'agost de 1228 fou associat al tron quedant com a naib (virrei) a Egipte, amb Fakhr-ad-Din ibn Xaykh-aix-Xuyukh com a conseller, però aviat va perdre la simpatia paterna, es diu que per haver conspirat per ser independent. El 1229/1230 fou enviat a la Jazira però sense cap govern i el seu germà al-Àdil II ibn al-Kàmil va esdevenir el nou hereu presumpte. El 1232/1233 al-Kàmil li va confiar el govern de Hisn Kayfa. Entre 1233 i 1235 es van perdre diversos territoris a la Jazira davant el Soldanat de Rum, però el 1236 aquests territoris foren recuperats i Ayyub fou establert com a sultà a Amida, Haran, Edessa, Nísibis, Khabur i altres llocs. El 1237 va començar a contractar bandes de mercenaris khwarizmites (corasmis) de l'antic exèrcit del xa de Coràsmia Djalal al-Din Manguberti. Va tenir conflictes amb Badr-ad-Din Lulu de Mossul.
A la mort d'al-Kàmil el 6 de març de 1238. An-Nàssir Dawud d'al-Karak havia de ser el successor a Damasc però el fill d'al-Kàmil, al-Àdil II, fou reconegut com a successor a Egipte i Damasc, i va nomenar governador d'aquesta al seu cosí al-Malik al-Djawad Yunus. Dawud va voler fer valer els seus drets a Damasc però fou derrotat prop de Nablus i va haver de fugir cap a al-Karak. El 1239 Yunus, que no se sentia segur amb al-Àdil II, va cedir Damasc al seu cosí al-Màlik as-Sàlih Ayyub, rebent a canvi Sindjar, Rakka i Anah (gener del 1239) mentre el govern de Hisn Kayfa i dependències quedava en mans de Turan-Xah ibn as-Sàlih Ayyub. Tant al-Sàlih Ayyub com an-Nàssir Dawud van rebutjar aquest arranjament i es van aliar per atacar conjuntament a Ayyub, però com que an-Nàssir va exigir la cessió de Damasc en cas de victòria i al-Sàlih Ayyub s'hi va negar, an-Nàssir va passar al servei d'al-Adil II esperant que aquest li donaria Damasc. Al-Sàlih Ayyub va reorganitzar les seves forces i els seus aliats sirians i es va dirigir a Nablus (maig de 1239); es va negociar un acord de pau amb la mediació del califa abbàssida i ja estava gairebé arranjat quan al-Sàlih Ismaïl, que governava a Baalbek, al-Bika, Bosra i Sawad, aliat d'al-Mujàhid Shirkuh ibn al-Qàhir d'Homs (1186-1240), que havia demorat l'ajut a al-Sàlih Ayyub, van aprofitar per atacar la desguarnida Damasc que van ocupar el 27 de setembre de 1239 i van fer presoner al seu fill al-Mughith Umar.
Abandonat per les seves tropes, al-Sàlih Ayyub, es va refugiar amb an-Nàssir Dawud a al-Karak, que el va acollir a causa del fet que ja havia tingut algunes diferències amb al-Àdil II, i encara que el va mantenir sis mesos presoner (octubre de 1239 a abril de 1240), el va alliberar a canvi d'unes promeses que després aquest va al·legar haver fet sota pressió. Quan al-Àdil II i as-Sàlih Ismaïl anaven a fer una operació conjunta contra Dawud i Ayyub, el primer fou deposat per un cop d'estat dels seus emirs (maig/juny de 1240) que van proclamar a Ayyub com a sultà d'Egipte. El juny de 1240 Ayyub entrava a la ciutadella del Caire.
Poc de sap del seu govern a Egipte; va purgar l'exèrcit i va promoure als seus propis mamelucs pels que va construir una residència a l'illa de Rawda que fou l'origen dels mamelucs bahriya (febrer de 1241). Un acord general entre aiúbides fou signat el 1243, sent el principal perjudicat an-Nàssir Dawud. As-Sàlih Ismaïl que dominava Damasc, va reconèixer la sobirania d'Ayyub (setembre de 1243) i anava a alliberar a al-Mughith Umar quan unes cartes interceptades enviades per Ayyub als mercenaris khwarizmites va trencar la confiança i finalment Umar va morir empresonat l'agost de 1244 i es creu que fou as-Sàlih Ismaïl qui el va fer executar.
Ayyub va haver de fer front llavors a una aliança de prínceps sirians i francs (aquests darrers van obtenir importants concessions de terres a Palestina a canvi del seu ajut a Ismaïl). Però Ayyub i els seus mercenaris khwarizmites van infligir una severa derrota a la coalició en la batalla de la Forbie (Farbiya), entre Gaza i Ascaló, el 17 d'octubre de 1244. Damasc fou assetjada i es va rendir l'octubre de 1245, però les condicions de rendició permetien a Ismaïl conservar Baalbek, Bosra i Safaw; Ayyub va seguir combatent i els mercenaris khwarizmites van portar el pes, però el maig de 1246 foren derrotats pels exèrcits d'Alep i Homs, que ja no donaven suport a Ismaïl sinó que lluitaven per evitar les devastacions dels mercenaris. Les forces egípcies no obstant van passar a l'atac i van arrabassar els territoris que conservava Ismaïl, que es va haver de refugiar a Alep el governant de la qual, an-Nàssir Yússuf ibn al-Aziz, li va oferir protecció. El març de 1247 Ayyub entrava solemnement a Damasc (que ja dominava des de 1245) per organitzar els seus territoris.
El 1247 Ayyub va conquerir Ascaló i Tiberíades als francs; el mateix any, el senyor de Salkhad, Izz al-Din Aybak, antic aliat d'Ismaïl fou arrestat. An-Nàssir Yússuf ibn al-Aziz d'Alep (1236-1260) es va apoderar d'Homs el 1248 però la va evacuar a petició d'uns enviats del califa abbàssida interessat a mantenir la pau davant l'amenaça mongola. El setembre de 1249 Ayyub va adquirir el principat d'al-Karak als pocs mesos de morir an-Nàssir Dawud.
Des de l'abril de 1249 Ayyub estava malalt i va abandonar Síria per retornar a Egipte. La pèrdua de Damiata (juny de 1249) va anar seguit de la seva mort als 49 anys al campament d'al-Mansura el 21 de novembre de 1249. La seva esposa Xàjar-ad-Durr van amagar la seva mort fins a l'arribada del fill i successor Turan-Xah ibn as-Sàlih Ayyub.